# Лаврентий (Макаров)
Лаврентий Макаров (в миру Дмитрий Иванович; 1808—1876) — архимандрит Валдайского Иверского Богородицкого Святоозерского монастыря Новгородской епархии Русской православной церкви и педагог.

## Биография
Дмитрий Макаров родился в 1808 году в селе Кузминском, Кромского уезда Орловской губернии в семье причетника. Первоначальное образование получил в Орловском духовном училище и в Орловской духовной семинарии. В 1831 году поступил в Киевскую духовную академию. С раннего детства, испытав сам много лишений крайней бедности, он чрезвычайно сердечно относился к товарищам и будучи студентом КДА, прозван был товарищами «отцом». 
Окончив курс духовной академии, Д. И. Макаров 17 октября 1835 года был утвержден в степени магистра богословия и словесных наук и определен бакалавром академии по церковной истории.
27 мая 1838 года он был определен помощником инспектора академии. 10 ноября 1841 года за «отличное преподавание порученного ему предмета» Дмитрий Иванович Макаров был возведён в звание экстраординарного профессора исторических наук. 
Дмитрий Иванович Макаров был деятельным помощником в литературных занятиях ректора академии архимандрита Иннокентия (Борисова), по поручению которого составлял отчеты о духовно-литературных сочинениях. Зная строгую, подвижническую жизнь Макарова, и ректор академии Иннокентий и митрополит Филарет неоднократно предлагали ему принять монашество, но Макаров отклонял это предложение, отговариваясь неготовностью к иноческому званию; наконец Филарет убедил его и 10 августа 1843 года сам совершил монашеский постриг. 
14 августа 1843 года Лаврентий Макаров был посвящен митрополитом Филаретом в иеродиакона, а на следующий день в иеромонаха. 
31 мая 1844 года иеромонах Лаврентий был назначен наместником Киево-Печерской лавры с возведением в сан архимандрита со степенью 1-го класса и с увольнением от профессорской должности. Лаврентий старался вносить в среду братии аскетическое направление, что вполне соответствовало желаниям аскета митрополита Филарета, но кротостью и смирением наместника лавры братия злоупотребляла и в её среде развился не аскетизм, а распущенность; Лаврентий очень огорчался этим и в 1852 году испросил себе перевод настоятелем в Киево-Выдубицкий монастырь, который был немноголюден, не требовал от настоятеля больших сил для управления и благоприятствовал аскетической жизни отца Лаврентия. 
26 апреля 1854 года Лаврентий назначен был настоятелем Валдайского Иверского Богородицкого Святоозерского первоклассного монастыря Новгородской епархии на Сельвицком острове Валдайского озера и ему был пожалован орден Святого Владимира 3 степени. 
С грустью оставил отец Лаврентий Киев, но ревностно принялся за благоустройство и украшение вверенной ему обители; его заботами устроена художественная рака для мощей Святого Иакова Боровичского и риза для иконы Божией Матери "Иверская", работы Ф. А. Верховцева. В 1861 году архимандрит Лаврентий исходатайствовал у казны острова на Валдайском озере с огромным лесом, которые обеспечивают хозяйственные потребности монастыря. Лаврентий обновил старые и выстроил новые братские здания, увеличил почти вдвое число братии монастыря; установил торжественный чин богослужения; щедро благотворил бедным. В 1861 году назначен председателем комитета для устройства женской общежительной Короцкой общины (в с. Короцко Валдайского уезда), которая открылась в 1871 году.
Расстроенное здоровье отца Лаврентия заставило его отпроситься на покой и 28 декабря 1873 года он освобождён был от управления обителью. Лаврентий Макаров скончался 2 июля 1876 года.